# عبد الله بن محمد الداوود
عبد الله بن محمد الداوود  كاتب إسلامي وداعية سعودي مولود في الرياض، المملكة العربية السعودية. متزوج وله عدة أبناء. مؤلف لعدد من الكتب التي تحدث عن المرأة المسلمة ومنها: (هل يكذب التاريخ) و (المرأة البحر والرجل المحيط)، وكذلك مؤلف لكتابي (متعة الحديث 1) و (متعة الحديث 2)وكتاب (الغيرة ومذابح الأعراض)، كما أصدر مادة صوتية بعنوان (قال المجربون) عام ١٤١٩ وبعدها بسنوات أصدر ألبوم بعنوان (متعة الحديث).

## كتاب متعة الحديث
يعتبر كتابه "متعة الحديث" هو أول كتاب صدر له، وهو كتاب مخصص لاصطفاء أقوال من سبق من الصحابة والتابعين والعلماء والمثقفين والأطباء والمفكرين والفلاسفة والملوك والشعراء والقادة على شكل أبواب مختلفة، كما صدر جزء ثانٍ للكتاب تحت اسم "متعة الحديث
".
وقد قام بالتقريظ على الكتابين الدعاة والمدربين والمفكرين والخطباء والمشائخ وهم: سلمان العودة، عائض القرني، طارق السويدان وعمرو خالد.
أصدر كتاب «هل يكذب التاريخ؟» الذي خصصه لمناقشة فكرة العلمانية والليبرالية العالمية.
لديه ظهور ومشاركات في عدد من القنوات التلفزيونية الفضائية السعودية والخليجية وأيضاً بعض المقالات في بعض الصحف والمجلات وحتى المواقع الإلكترونية.

## مؤلفات
- متعة الحديث 1
- متعة الحديث 2.
- هل يكذب التاريخ؟!
- المرأة البحر والرجل المحيط.
- الغيرة ومذابح الأعراض